# 1. FC Tatran Prešov
1. FC Tatran Prešov je slovački nogometni klub iz grada Prešova. Trenutačno se natječe u slovačkoj 2. Ligi.

## Vanjske poveznice
- Službene stranice  Arhivirana inačica izvorne stranice od 3. siječnja 2021. (Wayback Machine) (sl.)